# Lycengraulis
Lycengraulis è un genere di pesci appartenente alla famiglia Engraulidae, comunemente noti come acciughe.

## Tassonomia
Il genere comprende 5 specie:
- Lycengraulis batesii
- Lycengraulis figueiredoi
- Lycengraulis grossidens
- Lycengraulis limnichthys
- Lycengraulis poeyi